# گمینا وسوکیه مازوویتسکیه
گمینا وسوکیه مازوویتسکیه (به لهستانی:  Gmina Wysokie Mazowieckie) یک گمینا در لهستان است که در شهرستان وسوکیه مازوویتسکیه واقع شده‌است. گمینا وسوکیه مازوویتسکیه ۱۶۶٫۱۱ کیلومتر مربع مساحت و ۵٬۳۷۷ نفر جمعیت دارد.